# Glypta separata
Glypta separata là một loài tò vò trong họ Ichneumonidae.